# Kwarcowy dioryt
Kwarcowy dioryt – obojętna skała plutoniczna, zbliżona do diorytu, składająca się głównie (2/3 objętości) z plagioklazów (zwykle andezynu i oligoklazu), kwarcu (w ilości 5-20%), amfiboli (hornblenda), niekiedy z dodatkiem piroksenów (augit, hipersten), biotytu oraz skaleni potasowych (ortoklaz, mikroklin). Minerałami akcesorycznymi są: magnetyt, ilmenit, apatyt, cyrkon, tytanit. Na diagramie klasyfikacyjnym QAPF dioryt zajmuje pole 10* wraz z kwarcowym gabrem.
Kwarcowy dioryt jest koloru jasnoszarego, szarego, ciemnoszarego, szaroczarnego, lub rzadziej ciemnoszarozielonego – zawiera od 25% do 50% minerałów ciemnych (barwnych).